# Scirpus reichei
Scirpus reichei är en halvgräsart som beskrevs av Johann Otto Boeckeler. Scirpus reichei ingår i släktet skogssävssläktet, och familjen halvgräs. Inga underarter finns listade i Catalogue of Life.